# Пустище (фільм)
«Пустище» (англ. The Barrens) — американський фільм жахів режисера Даррена Лінн Босмана (був також сценаристом й продюсером), що вийшов 2012 року. У головних ролях Стівен Моєр, Міа Кіршнер.
Продюсерами також були Джон М. Еккерт, Річард Саперштейн і Браян Віттен. Вперше фільм продемонстрували 28 вересня 2012 року у США. 
В Україні прокатником фільму стала кінодистриб'юторська компанія Top Film Distribution, яка вирішила показувати стрічку в Україні не з українським, а з російським дубляжем.  Прем'єра фільму відбулася 16 травня 2013 року.

## Сюжет
Річард Вайнярд разом із своєю дружиною Синтією, донькою Седі та сином Денні їдуть відпочити за місто. Вони прибувають до соснового пустища, щоб там порибалити і відпочити. Там їм розповідають легенду про місцевого монстра — Диявола з Джерсі — що вже вбив декількох людей. Сім'я не повірила у легенду, проте люди почали зникати…

## У ролях
| Актор           | Персонаж                                | Роль                    |
| --------------- | --------------------------------------- | ----------------------- |
| Стівен Моєр     | Річард Вайнярд (англ. Richard Vineyard) | чоловік Синтії          |
| Міа Кіршнер     | Синтія Вайнярд (англ. Cynthia Vineyard) | дружина Річарда         |
| Еллі МакДональд | Седі Вайнярд (англ. Sadie Vineyard)     | донька Річарда і Синтії |
| Пітер ДаКана    | Денні Вайнярд (англ. Danny Vineyard)    | син Річарда і Синтії    |
| Шон Ешмор       | Дейл (англ. Dale)                       |                         |
| Ерік Кнудсен    | Райан (англ. Ryan)                      |                         |
| Джей Лароуз     | Боб (англ. Bob)                         | рейнджер                |

## Критика
Фільм отримав загалом негативні відгуки: Rotten Tomatoes дав оцінку 28% від глядачів із середньою оцінкою 2,7/5 (560 голосів), Internet Movie Database — 4,7/10 (1 800 голосів), КиноПоиск — 4.425/10 (354 голоси).